# Plavání na otevřené vodě na mistrovství světa v plaveckých sportech 2015
Závody v plavání na otevřené vodě na mistrovství světa v plaveckých sportech za rok 2015 proběhly v Kazani, Rusko 25. července až 1. srpna 2015.

## Česká stopa
Česko reprezentovalo 6 závodníků.
V závodě na 5 km žen startovalo 38 závodnic – Alena Benešová (*1998) z USK Praha obsadila dělené 18. místo. V plaveckém maratonu na 10 km žen startovalo 55 závodnic – Alena Benešová (*1998) z USK Praha obsadila 30. místo. V závodě na 25 km žen startovalo 21 závodnic – Lenka Štěrbová (*1994) z SCPA Pardubice obsadila 15. místo a Silvie Rybářová (*1985) z KPSP Kometa Brno závod vzdala.
V závodě na 5 km mužů startovalo 49 závodníků – Ján Kútnik (*1992) z KPSP Kometa Brno obsadil 18. místo a Vít Ingeduld (*1994) z KPSP Kometa Brno 29. místo. V plaveckém maratonu na 10 km mužů startovalo 70 závodníků – Ján Kútnik (*1992) z KPSP Kometa Brno obsadil 37. místo a Matěj Kozubek (*1996) z TJ Bohemians Praha 54. místo. V závodě na 25 km mužů startovalo 32 závodníků – Matěj Kozubek (*1996) z TJ Bohemians Praha obsadil 15. místo a Vít Ingeduld (*1994) z KPSP Kometa Brno 19. místo.

## Výsledky

### Individuální disciplíny
| Muži                      | Zlato                      | Zlato     | Stříbro                        | Stříbro   | Bronz                      | Bronz     |
| ------------------------- | -------------------------- | --------- | ------------------------------ | --------- | -------------------------- | --------- |
| 5 km                      | Chad Ho (RSA)              | 55:17,6   | Rob Muffels (GER)              | 55:17,6   | Matteo Furlan (ITA)        | 55:20,0   |
| plavecký maraton na 10 km | Jordan Wilimovsky (USA)    | 1:49:48,2 | Ferry Weertman (NED)           | 1:50:00,3 | Spyridon Janniotis (GRE)   | 1:50:00,7 |
| 25 km                     | Simone Ruffini (ITA)       | 4:53:10,7 | Alexander Meyer (USA)          | 4:53:15,1 | Matteo Furlan (ITA)        | 4:54:38,0 |
| Ženy                      | Zlato                      | Zlato     | Stříbro                        | Stříbro   | Bronz                      | Bronz     |
| 5 km                      | Haley Andersonová (USA)    | 58:48,4   | Kalliopi Arauzosová (GRE)      | 58:49,8   | Finnia Wunramová (GER)     | 58:51,0   |
| plavecký maraton na 10 km | Aurélie Mullerová (FRA)    | 1:58:04,3 | Sharon van Rouwendaalová (NED) | 1:58:06,7 | Ana Marcela Cunhaová (BRA) | 1:58:26,5 |
| 25 km                     | Ana Marcela Cunhaová (BRA) | 5:13:47,3 | Anna Olaszová (HUN)            | 5:14:13,4 | Angela Maurerová (GER)     | 5:15:07,6 |

### Týmová soutěž
| Mix              | Zlato                                                              | Zlato   | Stříbro | Stříbro | Bronz | Bronz |
| ---------------- | ------------------------------------------------------------------ | ------- | --- | ------- | ----- | ----- |
| 5 km smíšený tým | Německo (GER) (Isabelle Härleová, Christian Reichert, Rob Muffels) | 55:14,4 | Nizozemsko (NED) (Sharon van Rouwendaalová, Marcel Schouten, Ferry Weertman) Brazílie (BRA) (Ana Marcela Cunhaová, Diogo Villarinho, Allan do Carmo) | 55:31,2 | —     | —     |

## Medailová bilance
V plavání na otevřené vodě se rozdělily celkem 7 sad medailí.
| Pořadí | Stát               |       | Muži    | Muži  | Muži  |         | Ženy  | Ženy  | Ženy    |       | Mix   | Mix     | Mix   |  | Muži + Ženy + Mix | Muži + Ženy + Mix | Muži + Ženy + Mix | Celkem |
| Pořadí | Stát               | Zlato | Stříbro | Bronz | Zlato | Stříbro | Bronz | Zlato | Stříbro | Bronz | Zlato | Stříbro | Bronz |  |                   |                   |                   | Celkem |
| ------ | ------------------ | ----- | ------- | ----- | ----- | ------- | ----- | ----- | ------- | ----- | ----- | ------- | ----- |  | ----------------- | ----------------- | ----------------- | ------ |
| 1.     | USA (USA)          |       | 1       | 1     | 0     |         | 1     | 0     | 0       |       | 0     | 0       | 0     |  | 2                 | 1                 | 0                 | 3      |
| 2.     | Německo (GER)      |       | 0       | 1     | 0     |         | 0     | 0     | 2       |       | 1     | 0       | 0     |  | 1                 | 1                 | 2                 | 4      |
| 3.     | Brazílie (BRA)     |       | 0       | 0     | 0     |         | 1     | 0     | 1       |       | 0     | 1       | 0     |  | 1                 | 1                 | 1                 | 3      |
| 4.     | Itálie (ITA)       |       | 1       | 0     | 2     |         | 0     | 0     | 0       |       | 0     | 0       | 0     |  | 1                 | 0                 | 2                 | 3      |
| 5.     | Francie (FRA)      |       | 0       | 0     | 0     |         | 1     | 0     | 0       |       | 0     | 0       | 0     |  | 1                 | 0                 | 0                 | 1      |
| 5.     | Jižní Afrika (RSA) |       | 1       | 0     | 0     |         | 0     | 0     | 0       |       | 0     | 0       | 0     |  | 1                 | 0                 | 0                 | 1      |
| 7.     | Nizozemsko (NED)   |       | 0       | 1     | 0     |         | 0     | 1     | 0       |       | 0     | 1       | 0     |  | 0                 | 3                 | 0                 | 3      |
| 8.     | Řecko (GRE)        |       | 0       | 0     | 1     |         | 0     | 1     | 0       |       | 0     | 0       | 0     |  | 0                 | 1                 | 1                 | 2      |
| 9.     | Maďarsko (HUN)     |       | 0       | 0     | 0     |         | 0     | 1     | 0       |       | 0     | 0       | 0     |  | 0                 | 1                 | 0                 | 1      |
| Celkem | Celkem             |       | 3       | 3     | 3     |         | 3     | 3     | 3       |       | 1     | 2       | 0     |  | 7                 | 8                 | 6                 | 21     |